# Magistrat
Pour les articles homonymes, voir Magistrat (homonymie).
Le terme magistrat est né dans la Rome antique et il est toujours utilisé aujourd'hui mais ne recouvre pas la même notion. Un magistrat au XXIe siècle est une personne ayant un pouvoir judiciaire ou un officier civil revêtu d'une autorité administrative.

## Rome antique
Dans la Rome antique, un magistrat (magistratus en latin) est un citoyen élu, patricien à l'aube de la république, ou plébéien à partir de 366 av. J.-C.. Exerçant des fonctions exécutives, législatives, judiciaires, ensemble ou séparément, les magistrats sont, pour l'essentiel (et dans l'ordre de la carrière politique classique dite du cursus honorum), les questeurs, les édiles, les préteurs et les consuls.
Au-delà, on trouve les censeurs et l'on peut aussi accéder à la magistrature exceptionnelle de la dictature (accordée à l'origine selon des modalités spécifiques, dans des circonstances particulières et pour une durée limitée). Les anciens préteurs et consuls deviennent propréteurs et proconsuls : ils peuvent devenir gouverneurs de province. Enfin, il existe une magistrature particulière car réservée à la classe sociale plus modeste (la Plèbe) : ce sont les tribuns de la Plèbe.
Outre leurs charges, les magistrats romains reçoivent, selon leur magistrature, d'autres pouvoirs, parmi lesquels la potestas (pouvoir administratif), l'imperium (droit de vie et de mort), le droit de prendre les auspices (consultation des dieux sur différentes questions de la vie de la cité par l'interprétation du vol des oiseaux -ce n'est en aucun cas la consultation de l'avenir, cette pratique divinatoire privée n'étant pas publiquement reconnue et même condamnée lorsqu'elle était susceptible d'affecter la vie publique (Affaire des Bacchanales). Hormis en cas de la dictature, tous les magistrats fonctionnent par paire, chacun d'eux exerçant à tour de rôle et disposant d'un droit de cassation (intercessio) des décisions de son collègue.
Les magistrats plébéiens ne jouissent pas des pouvoirs communs aux autres magistratures (pas d'imperium, de droit d'auspice) mais disposent du droit de veto et de l'inviolabilité (sacrosanctitas), protection religieuse qui voue à la mort quiconque lève la main sur eux en rendant cette personne sacer, c'est-à-dire offerte aux dieux infernaux.
Les magistrats dits curules (tous sauf les questeurs, les édiles et les tribuns de la Plèbe) revêtent en outre la toge prétexte, toge blanche bordée de pourpre. La magistrature prend fin avec la fin de la République romaine. Sous l'Empire, les tâches effectuées par les magistrats le sont désormais par des fonctionnaires impériaux, rémunérés par l'État.

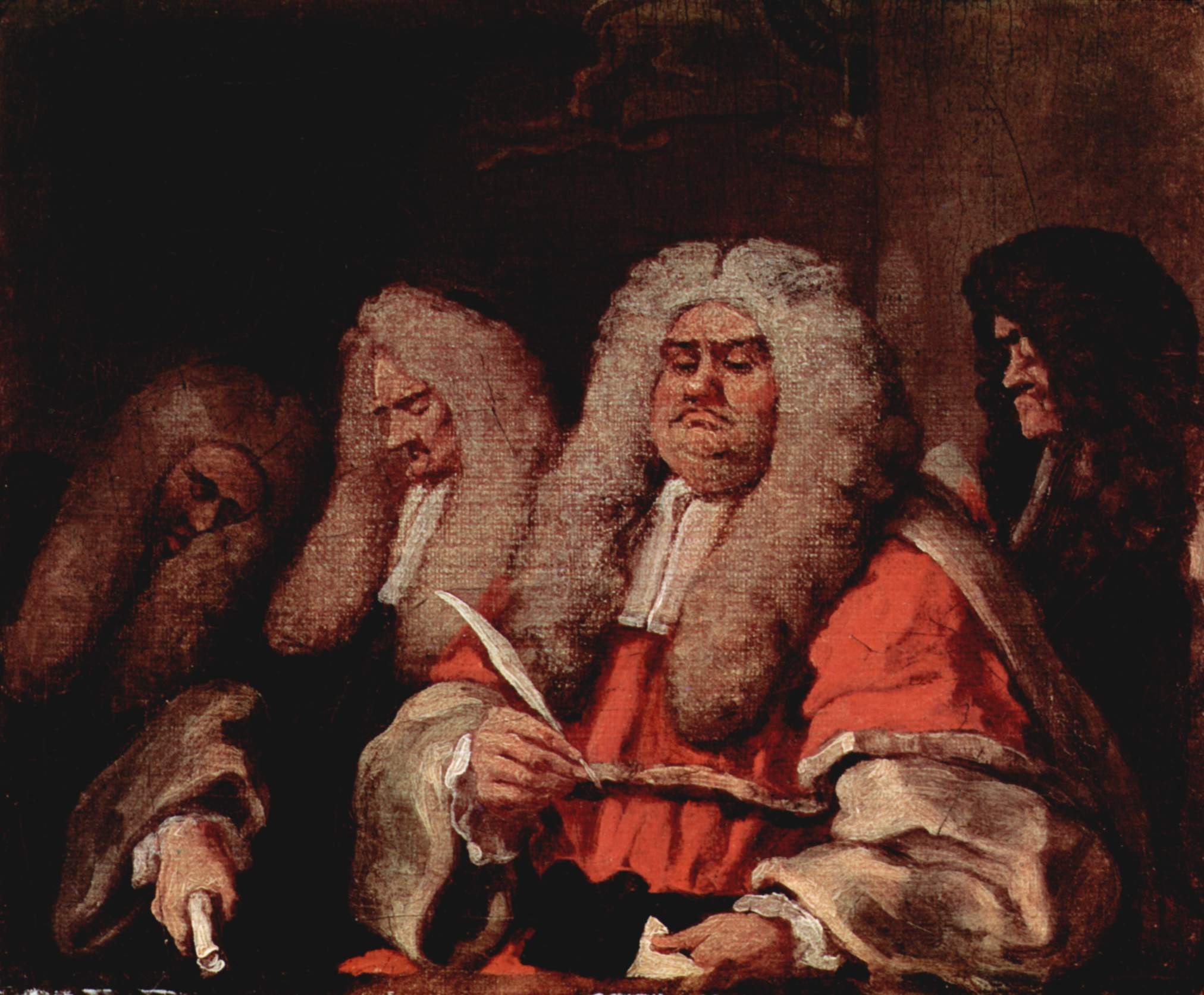
Satire des institutions : Le Magistrat anglais stop. Angleterre, années 1750.

Son mandat dure un an.

## Notion moderne
Plus spécifiquement, le mot magistrat renvoie à l'exercice du pouvoir judiciaire.

### Pays de droit civil
Les pays de droit civil procèdent le plus souvent à la constitution d'un corps unique des magistrats du siège et du parquet. C'est notamment le cas en France où la citoyenneté nationale est exigée, en Allemagne, en Italie et, assez généralement, dans les pays francophones ou appartenant à la zone d'influence francophone : Belgique, Suisse, Afrique de l'ouest, Cambodge. Dans ce cas, on distingue communément au sein de l'ordre judiciaire d'une part, les magistrats du siège, constituant la magistrature assise puisque les jugements et arrêts sont rendus assis, et d'autre part les magistrats du parquet, désignés comme la magistrature debout – ou ministère public – puisque les réquisitions à l'audience sont prises debout. Dans le langage courant, les magistrats du siège sont les juges et les magistrats du parquet, les procureurs et leurs substituts.

#### Droit espagnol
En Espagne, le terme de « magistrat » recouvre une catégorie spécifique de juges, qui siège uniquement au sein des tribunaux à caractère collégial.

#### Droit français
En France, en raison de la dualité des ordres de juridiction d'une part (avec les juridictions administratives et judiciaires) et de la séparation entre juridiction de droit commun et juridiction d'exception d'autre part, il existe plusieurs corps de magistrats exerçant dans des juridictions différentes, régis par des statuts différents, et recrutés selon des modalités différentes.

### Pays decommon law
Le terme « magistrat » a une portée plus restrictive dans les pays de common law et ne réfère généralement qu'à certaines fonctions précises que peuvent occuper ou non des juges.

#### Droit américain
En droit américain, un juge magistrat désigne une catégorie particulière de juge, c'est-à-dire un juge nommé pour assister un juge de district dans l'exécution de ses tâches.

#### Droit canadien
En droit canadien et québécois, le terme « magistrat » n'est guère utilisé dans les lois et règlements que pour désigner un « juge de paix magistrat », c'est-à-dire un juge qui exerce ses attributions à la Chambre criminelle et pénale de la Cour du Québec. Les juges qui n'exercent pas en matière criminelle ne sont généralement pas appelés magistrats.
Cela dit, le terme « magistrature » est plus couramment utilisé puisque le Conseil canadien de la magistrature est un organisme juridique qui a pour mission de « maintenir et d’accroître la qualité des services judiciaires des cours supérieures au Canada ». Au sens large, tout membre de la magistrature peut être qualifié de magistrat, bien que le terme communément utilisé est juge plutôt que magistrat.
La réticence à utiliser le terme magistrat s'explique par le fait que le juge en droit canadien ne dispose pas du pouvoir d'enclencher ses propres enquêtes ou d'assigner ses propres témoins, comme c'est le cas pour les magistrats enquêteurs en Europe. Par contre, un juge qui préside une commission d'enquête (par ex. la Commission Charbonneau) possède de tels pouvoirs, et il serait davantage acceptable de parler de magistrat dans un tel cas. D'autre part, les juges administratifs ont des pouvoirs similaires aux juges des commissions d'enquête parce que la Loi sur la justice administrative leur donne les pouvoirs des commissaires nommés en vertu de la Loi sur les commissions d’enquête,.